# Aéroport international de Toncontín
L'aéroport international de Toncontín (code IATA : TGU • code OACI : MHTG) est un aéroport inauguré en 1934 qui dessert la ville de Tegucigalpa, au Honduras. Il est connu pour être un des plus dangereux d'Amérique centrale ; l'avion le plus grand à pouvoir y atterrir correspond à un Boeing 757.
En 2008, le président Manuel Zelaya ordonne la fermeture de l’aéroport, l’estimant trop dangereux. Un autre est construit sur la base aérienne de Soto Cano qui est inauguré le 15 septembre 2021. Le nouvel aéroport international de Comayagua a repris l'ensemble des vols internationaux autrefois destinés au Toncontín, ce dernier restant en activité avec de plus petits modules.

## Situation
'
| \|class=noviewer\|link=]][[Útila]] \|class=noviewer\|link=]][[Guanaja]] \|class=noviewer\|link=]][[Golosón]] \|class=noviewer\|link=]][[Puerto Lempira]] \|class=noviewer\|link=]][[Roatán]] \|class=noviewer\|link=]][[San Pedro Sula]] \|class=noviewer\|link=]][[Tegucigalpa-Toncontín]] \|class=noviewer\|link=]][[Comayagua]] |

Carte statique des aéroports du Honduras.Carte dynamique des aéroports du Honduras.

## Statistiques
Pour des raisons techniques, il est temporairement impossible d'afficher le graphique qui aurait dû être présenté ici.

Voir la requête brute et les sources sur Wikidata.

## Compagnies aériennes et destinations
| Compagnies      | Destinations                                                                        |
| --------------- | ----------------------------------------------------------------------------------- |
| Aerolíneas Sosa | La Ceiba-Golosón, Roatán-J. M. Gálvez,                                              |
| CM Airlines     | La Ceiba-Golosón, Puerto Lempira, Roatán-J. M. Gálvez, San Pedro Sula-R. V. Morales |
| La Costeña      | Managua                                                                             |
| Lanhsa          | La Ceiba-Golosón, Roatán-J. M. Gálvez                                               |

Édité le 26/12/2021

## Accidents
- 30 mai 2008 : un Airbus A320 s'écrase à l'atterrissage. Le bilan est de cinq morts, dont trois passagers et deux personnes en voiture, touchées par l'avion qui tentait de freiner sous la pluie[4].